# Leonhart Baumeister
Leonhart Baumeister (* vor 1555; † nach 1568) war deutscher Gold- und Silberschmied, Edelschmied und Kunsthandwerker.

## Leben
Leonhart Baumeister war in München Goldschmied. Geburtsort und -datum sind wie die Sterbedaten unbekannt. Er wanderte aus religiösen Gründen in die oberschwäbische, seit den 1520er-Jahren protestantische Reichsstadt Memmingen aus, sein Haus in München blieb allerdings bis 1574 in seinem Besitz. Er war von 1557 bis 1564 wiederholt für die Hofhaltung von Herzog Albrecht V. von Bayern tätig und fertigte Ehrengeschenke, Trinkgeschirr und anderes.